# اچ‌دی ۱۴۹۸۳۷
اچ‌دی ۱۴۹۸۳۷ یک ستاره است که در صورت فلکی آتشدان قرار دارد.